# École de l'Inserm - Liliane Bettencourt
 (janvier 2015).
L'école de l'Inserm - Liliane Bettencourt est une formation ouverte aux étudiants en médecine, pharmacie et odontologie. Elle permet à ces étudiants de poursuivre un enseignement scientifique de haut niveau et d'obtenir un Master-Recherche voire une thèse de science avant l'internat (troisième cycle des études de santé). L'école de l'Inserm se calque ainsi sur les cursus MD-PhD et PharmD-PhD américains (en). C'est la première des formations de ce type en France, suivie depuis par des cursus médecine/sciences et pharmacie/sciences organisés au sein des universités.

## Historique
L'école de l'Inserm a été créée en 2003 à l'initiative de Pr. Christian Bréchot alors directeur général de l'institut, Pr. J.-C. Chottard, et Pr. P. Ascher. À la suite du constat de la faible proportion de médecins et de pharmaciens au sein de l'Inserm, il a été décidé d'offrir à de jeunes étudiants en médecine et pharmacie la possibilité de se confronter très tôt à la recherche biomédicale. Depuis 2007, l'école a reçu le soutien de la Fondation Bettencourt Schueller et est devenue l'École de l'Inserm - Liliane Bettencourt.

## Admission
Chaque année, l'école de l'Inserm réalise un appel d'offres dans toute la France auprès des étudiants admis en deuxième année de médecine, de pharmacie ou d'odontologie. Les personnes intéressées sont invitées à composer un dossier comprenant un CV, une lettre de motivation et une analyse d'article ainsi que quelques questions de motivation.
Une cinquantaine de dossiers sont alors sélectionnés pour participer au séminaire dit de « l'école de février », organisé depuis quelques années au CIEP de Paris. Au cours de ce séminaire, les étudiants reçoivent des cours de chimie, de physique, de mathématiques et de biologie. 
Ces cours font l'objet en juin d'épreuves orales, qui constituent la dernière étape de sélection, et qui retiennent chaque année une vingtaine d'étudiants parmi la cinquantaine d'étudiants pré-sélectionnés.

## Cursus
Les étudiants retenus doivent interrompre leurs études de médecine pendant un an entre la troisième et la quatrième année (avant l'externat) afin d'effectuer un master 2 recherche dans le domaine de leur choix. Ensuite, deux possibilités s’offrirent à eux : ils peuvent soit poursuivre immédiatement en thèse, et reprendre leurs études de médecine dans un second temps. Ou bien, les étudiants peuvent retourner en médecine à l'issue de leur année de master 2 et effectuer une thèse pendant une interruption de leur internat de médecine.

Tous les ans, des Journées sont organisées au début de septembre. Elles constituent l'occasion pour les étudiants de présenter leurs travaux, et de rencontrer d'autres étudiants ainsi que des chercheurs expérimentés.